# Citadelle du Château-d'Oléron
La citadelle du Château-d'Oléron est un ouvrage militaire édifié de 1630 à 1704 afin de protéger la partie méridionale de l'île d'Oléron. Elle est l'un des principaux monuments historiques de la ville du Château-d'Oléron, dans le département de la Charente-Maritime, dans le sud-ouest de la France.
La citadelle succède à un ancien château fort tombé en désuétude au début du XVIIe siècle. Édifiée sur l'ordre du cardinal de Richelieu à partir de 1630, elle est modernisée ultérieurement par le maréchal Vauban et devient l'un des éléments-clef du dispositif de défense du littoral atlantique. Elle demeure longtemps l'un des lieux d'entraînement et d'embarquement pour les soldats en partance vers la Nouvelle-France.
Transformée en prison durant la Terreur, puis une nouvelle fois en 1870, elle est classée monument historique en 1929. Occupée par les Allemands en 1940, elle est endommagée à la suite d'un bombardement le 17 avril 1945.

## Histoire

### Les fortifications médiévales

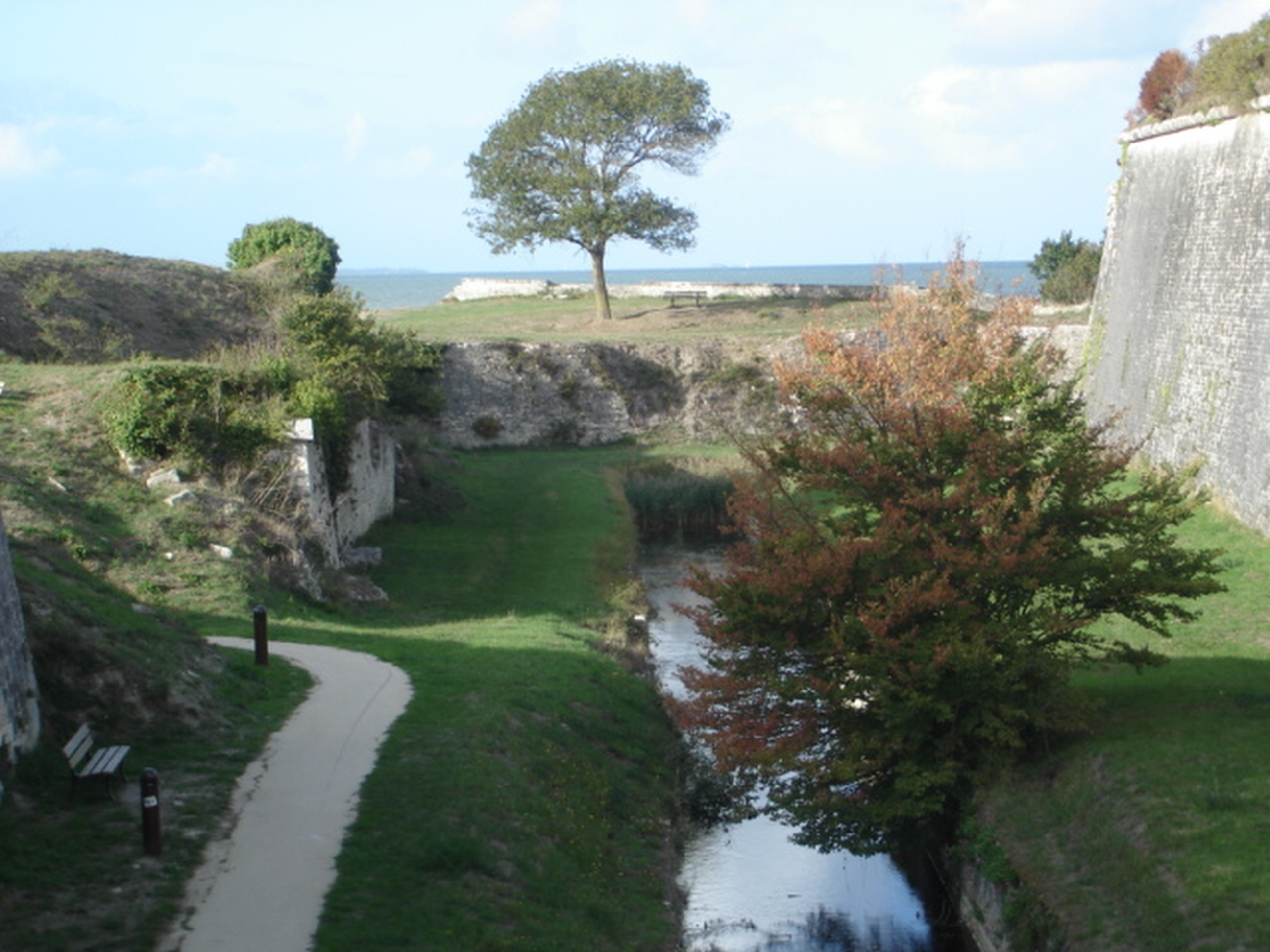
Promenade aménagée dans les fortifications de la citadelle.

Le site qu'occupe l'actuelle citadelle est sans doute fortifié dès le XIe siècle. Au XIIe siècle, un château-fort appartenant aux ducs d'Aquitaine accueille la duchesse Aliénor. À l'issue de cette visite sur ses terres, elle ordonne la publication de ce qui est l'un des premiers codes de droit maritime, les rôles d'Oléron.
La place forte est sans doute disputée au cours du conflit entre les souverains français et anglo-aquitains. Partie intégrante du duché d'Aquitaine, d'obédience anglaise, l'île d'Oléron ne devient définitivement française qu'au XVe siècle.

### Les fortifications modernes
Durant les guerres de Religion, le château est au cœur des luttes fratricides entre armées huguenotes et catholiques. En 1586, les troupes protestantes dirigées par Agrippa d'Aubigné investissent le château et se rendent maîtresses de l'île d'Oléron. Cet acte entraîne presque aussitôt une réaction du gouverneur de Brouage, François d'Espinay de Saint-Luc, lequel rallie le régiment de Tiercelin (400 arquebusiers, 200 piquiers et 50 mousquetaires), les garnisons militaires de Brouage et de Saintes et plusieurs compagnies de gens d'armes, soit un total de plusieurs milliers d'hommes. Le château est rapidement repris par les troupes catholiques, et Agrippa d'Aubigné est fait prisonnier.
En 1625, l'administration militaire ne peut que constater la vulnérabilité d'un site pourtant jugé essentiel pour la défense de l'ile d'Oléron et des côtes saintongeaises.
Le cardinal de Richelieu confie à l'ingénieur Pierre d'Argencourt la tâche de bâtir un ouvrage bastionné à quelques mètres à l'est du lieu où s'élevait l'ancienne forteresse médiévale. Véritable embryon de l'actuelle citadelle, il forme une structure triangulaire cantonnée de deux bastions tournés vers la ville. Le roi Louis XIV visite la place forte en 1660.
Cette dernière apparaît rapidement comme étant insuffisante, ce qui détermine Colbert à confier des travaux de modernisation au chevalier Louis Nicolas de Clerville. Ce dernier fait notamment ajouter un front bastionné donnant sur l'océan, décision contestée par plusieurs spécialistes de l'époque.

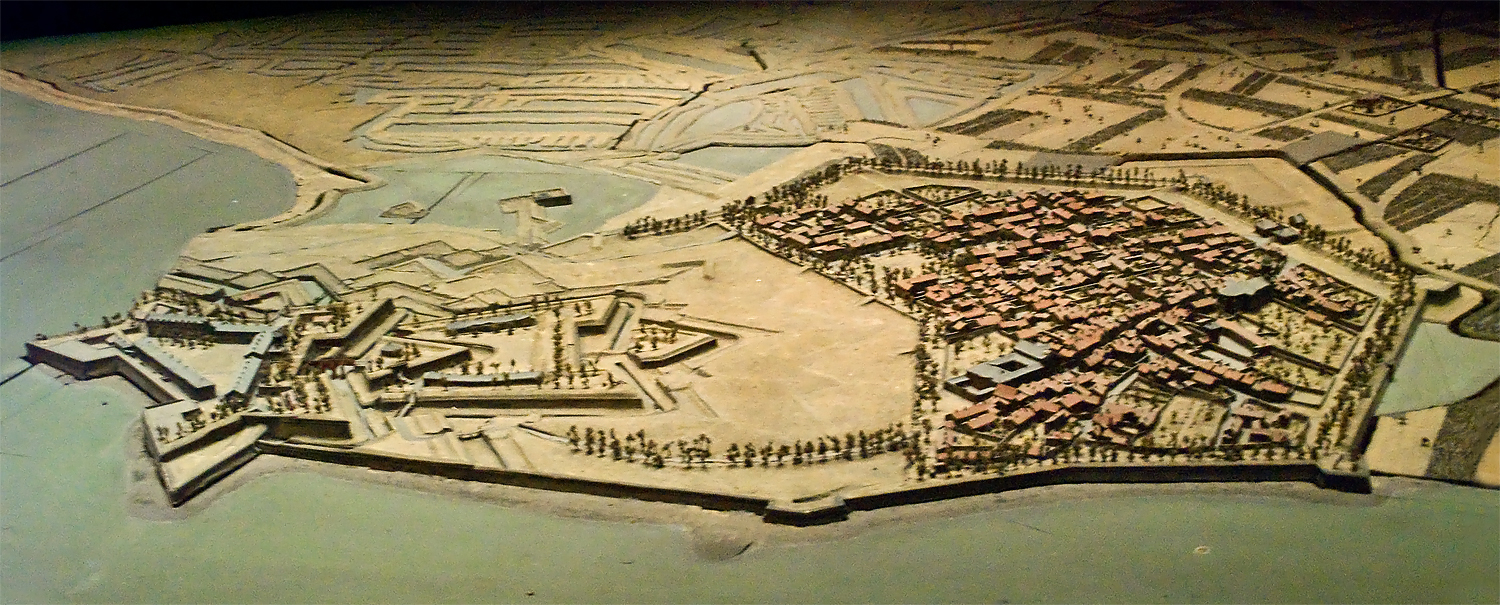
Plan-relief de 1703 des fortifications et de la citadelle conçue par Vauban (musée des Plans-reliefs, Paris).

En 1685, Vauban vient inspecter les fortifications et constate leur faiblesse. À l'issue de cette visite, il envisage la construction de deux ouvrages à cornes, l'un tourné vers la ville, l'autre tourné vers les marais. Le déclenchement des travaux débute dans l'urgence après le début de la guerre de la Ligue d'Augsbourg en 1688 : des paysans sont « invités » par les prévôts à se joindre au chantier, qui emploie près de 7 000 hommes. Une large partie de la ville médiévale est alors démolie, y compris les deux églises de la ville et le couvent des récollets.
L'hiver 1689-1690 se révélant particulièrement rude, un grand nombre des ouvriers réquisitionnés meurent de froid et d'épuisement. Un premier bastion voit cependant le jour à la fin de l'hiver, mais s'effondre quelques semaines plus tard. Les plans sont alors revus et le bastion est remplacé par une demi-lune. Enfin, afin de suppléer les paysans épuisés, une véritable campagne de recrutement de main-d'œuvre - avec contrat de travail en bonne et due forme - est lancée. Des sauniers de la région répondent à cet appel.

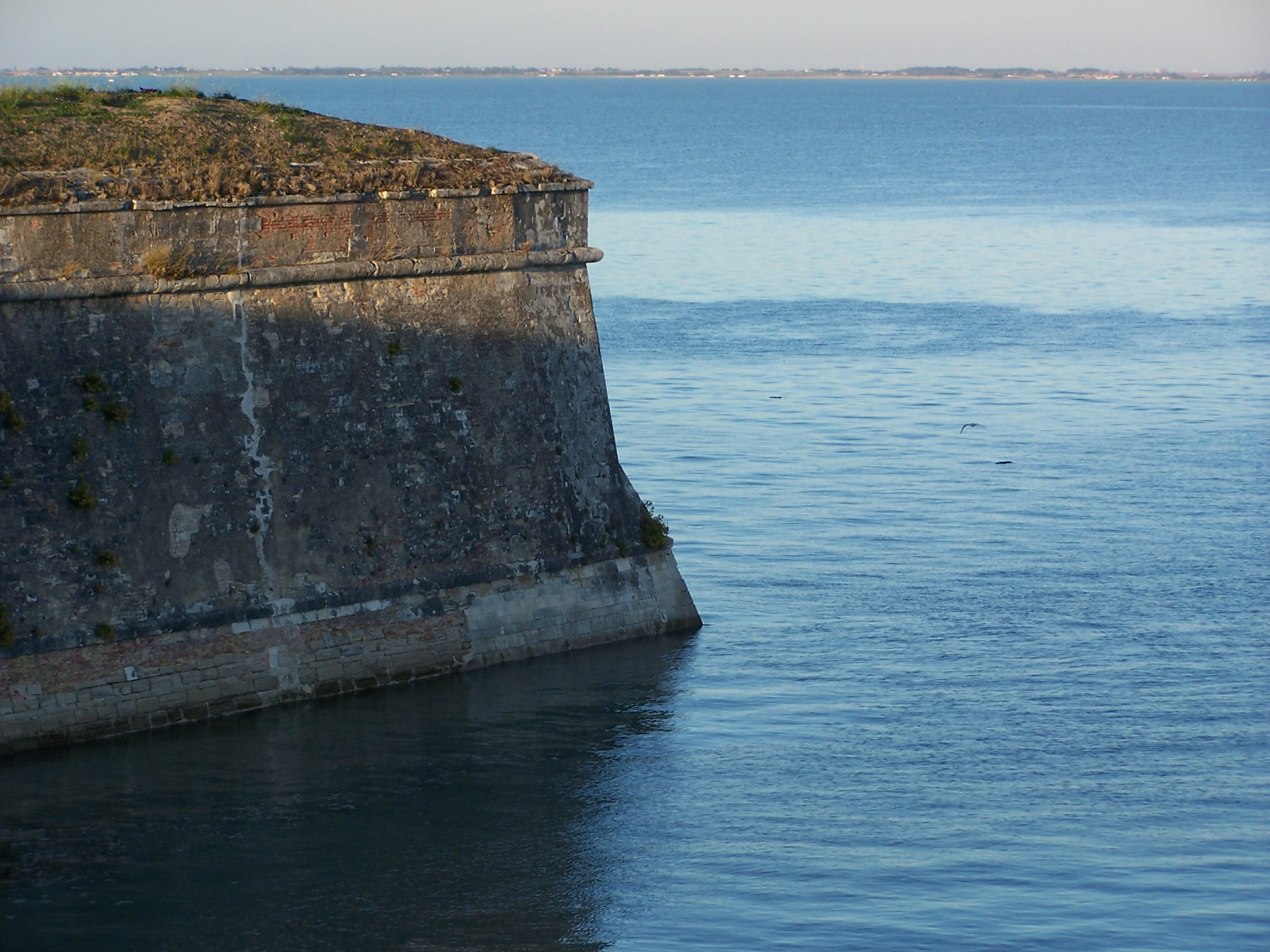
Les côtes de la Saintonge continentale et de l'Aunis vues depuis la citadelle.

En 1691, Vauban décide d'un nouvel agrandissement de la citadelle, comprenant de nouvelles tours bastionnées, une contre-garde et des chemins couverts. Cette opération, confiée à l'ingénieur François Ferry nécessite, une fois encore, l'expropriation des habitants et la destruction des maisons nouvellement reconstruites. Tandis que le glacis est réalisé en 1695, une ville neuve est réalisée. Organisée selon un plan en damier, autour d'une place d'armes, elle est ceinte d'une enceinte urbaine moderne, commencée en 1699. En 1704, les travaux sont interrompus.
Dotée d'une garnison servant à la défense des côtes saintongeaises, la citadelle accueille également des militaires en transit vers la Nouvelle-France. De 1710 à 1716, des soldats de la garnison de l'Acadie s'y entraînent en attendant leur départ. En 1716, la citadelle sert de lieu de formation pour les membres de la compagnie de Louisiane. Quatre ans plus tard, des soldats embarquent pour Québec à partir de la citadelle. En 1740, un nouveau port est creusé au pied de l'enceinte fortifiée.
En 1757, la multiplication des incursions anglaises pousse les autorités à renforcer une nouvelle fois la place forte, dont les travaux sont confiés au marquis de Montalembert. Parallèlement, la citadelle sert de lieu d'entraînement à certains bataillons de Louis-Joseph de Montcalm.

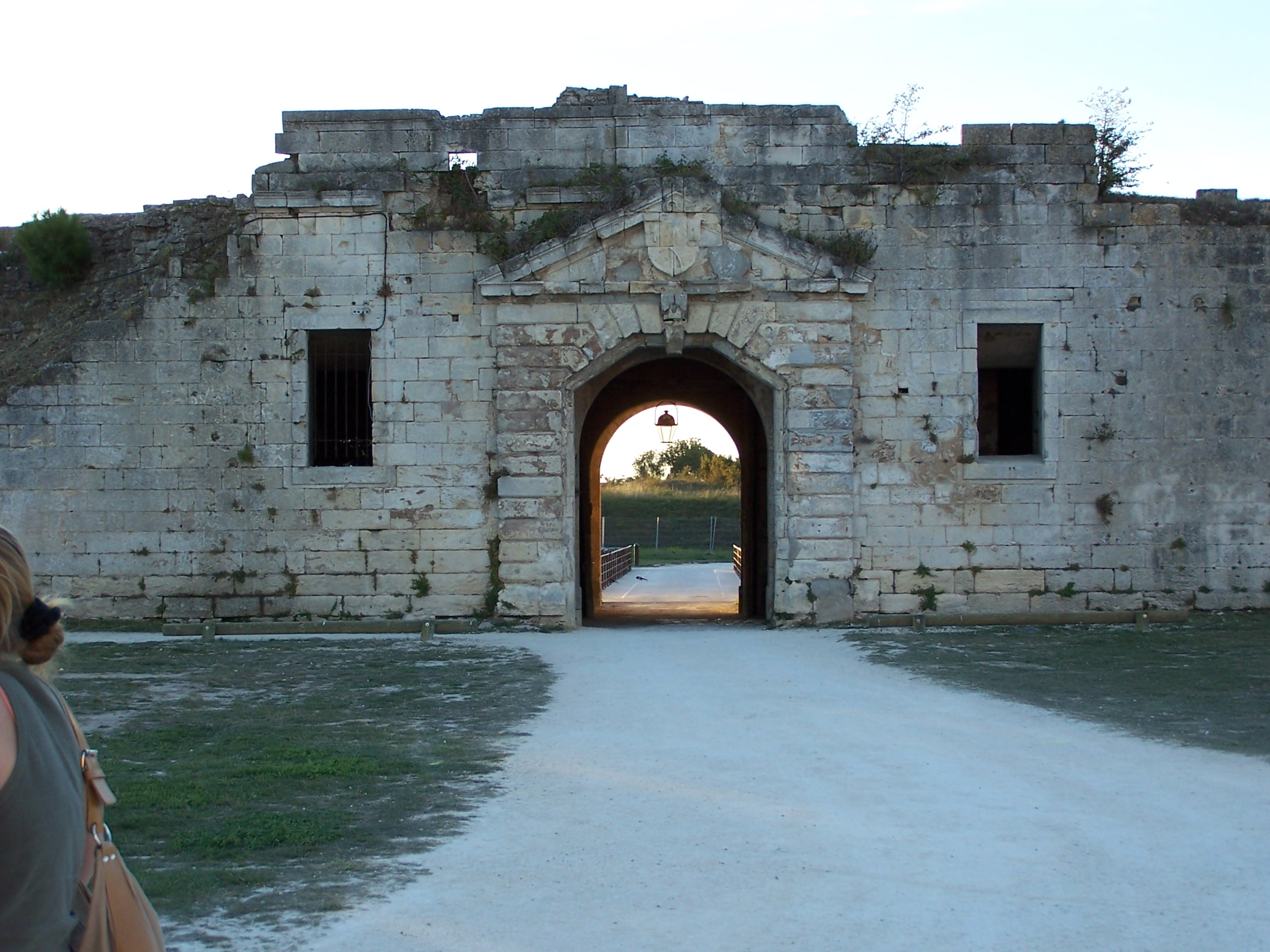
porte (nord)

La citadelle est convertie en prison pendant la période révolutionnaire, puis une nouvelle fois en 1870. Elle est rendue au service militaire peu après et abrite une garnison jusqu'en 1911. Occupée par la Wehrmacht en 1940, elle subit un important bombardement allié le 17 avril 1945.
Sérieusement endommagée par le raid, elle est restaurée de 1959 à 1971, puis une nouvelle fois à partir de 1988.
Principal lieu touristique de la ville du Château-d'Oléron, la citadelle est classée monument historique par arrêté du 14 juin 1929. À l’exception de la partie intérieure de la contre-garde numéro 8 faisant suite à la jetée du Nord et formant l'entrée du port d'échouage (à l'exception du mur en façade sur la mer) et la demi-lune numéro 9 séparant le port du gril de carénage qui ont été déclassées par décret du 8 février 1935. 
Le bastion de la Brèche abritait le « Mémorial des soldats de la Nouvelle-France », un musée qui retraçait l'histoire de la présence française en Amérique du Nord. Il sert de cadre à des expositions et des manifestations culturelles ponctuelles. L'Arsenal a été terminé en octobre 2015. Il abrite maintenant une salle de spectacle de 250 places, une salle de réception avec vue sur mer et une salle d'exposition avec cloisons amovibles pour diviser l'espace en trois salles de travail.
Depuis 2014, le parcours de la citadelle est parsemé de personnages historiques sculptés par Alain Nouraud.

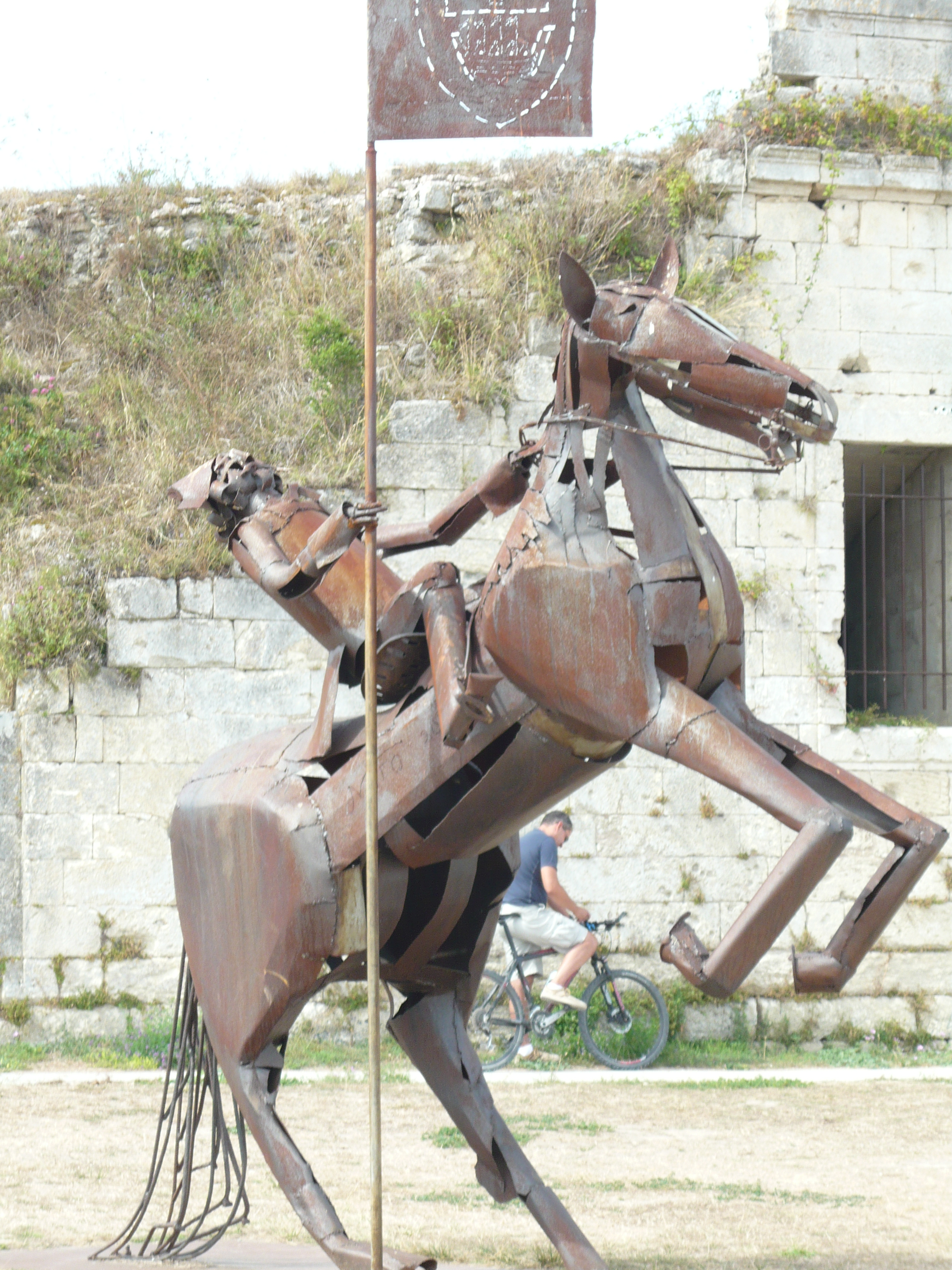
Cavalier à l'étendard.
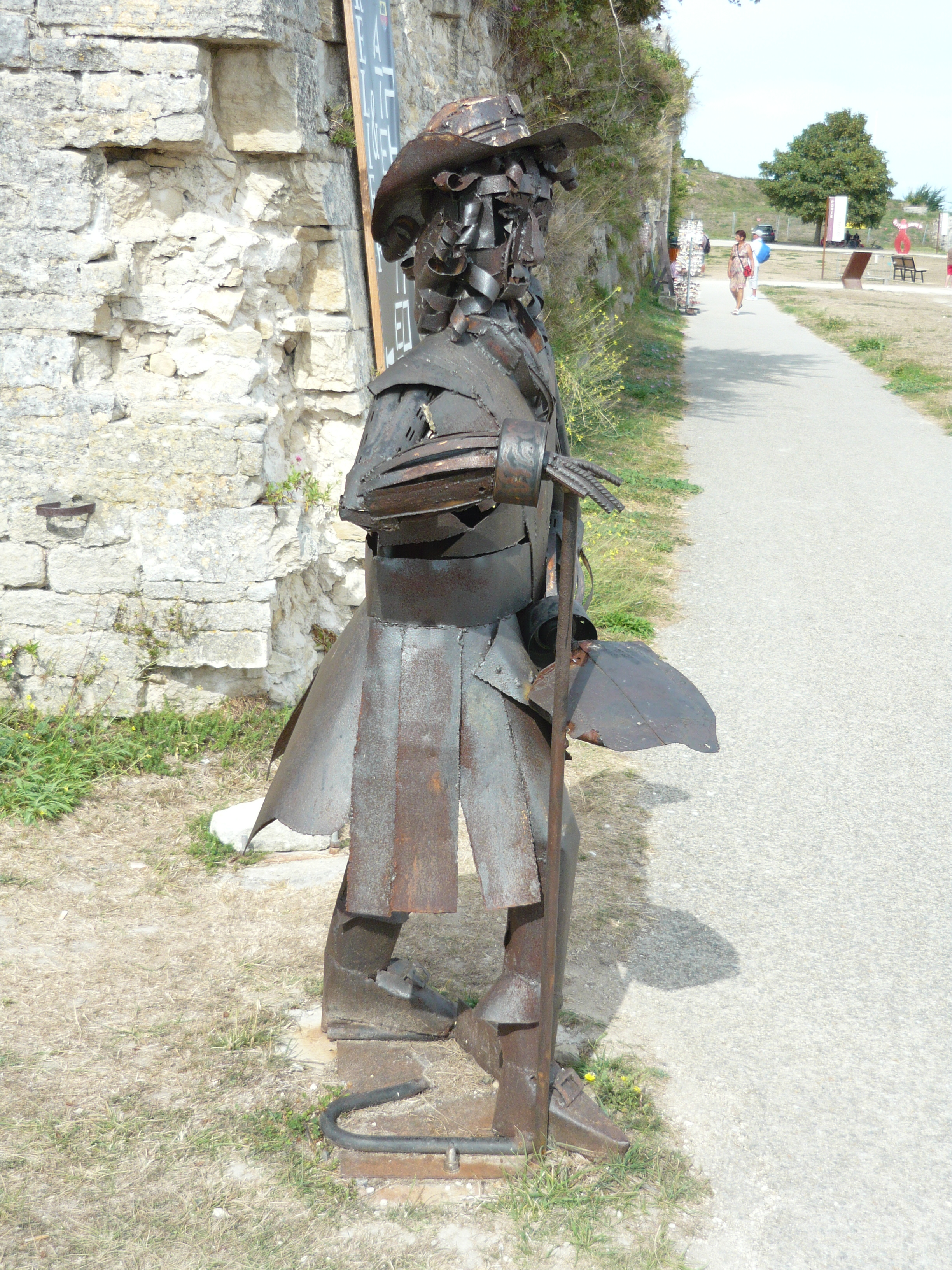
Maréchal Vauban.
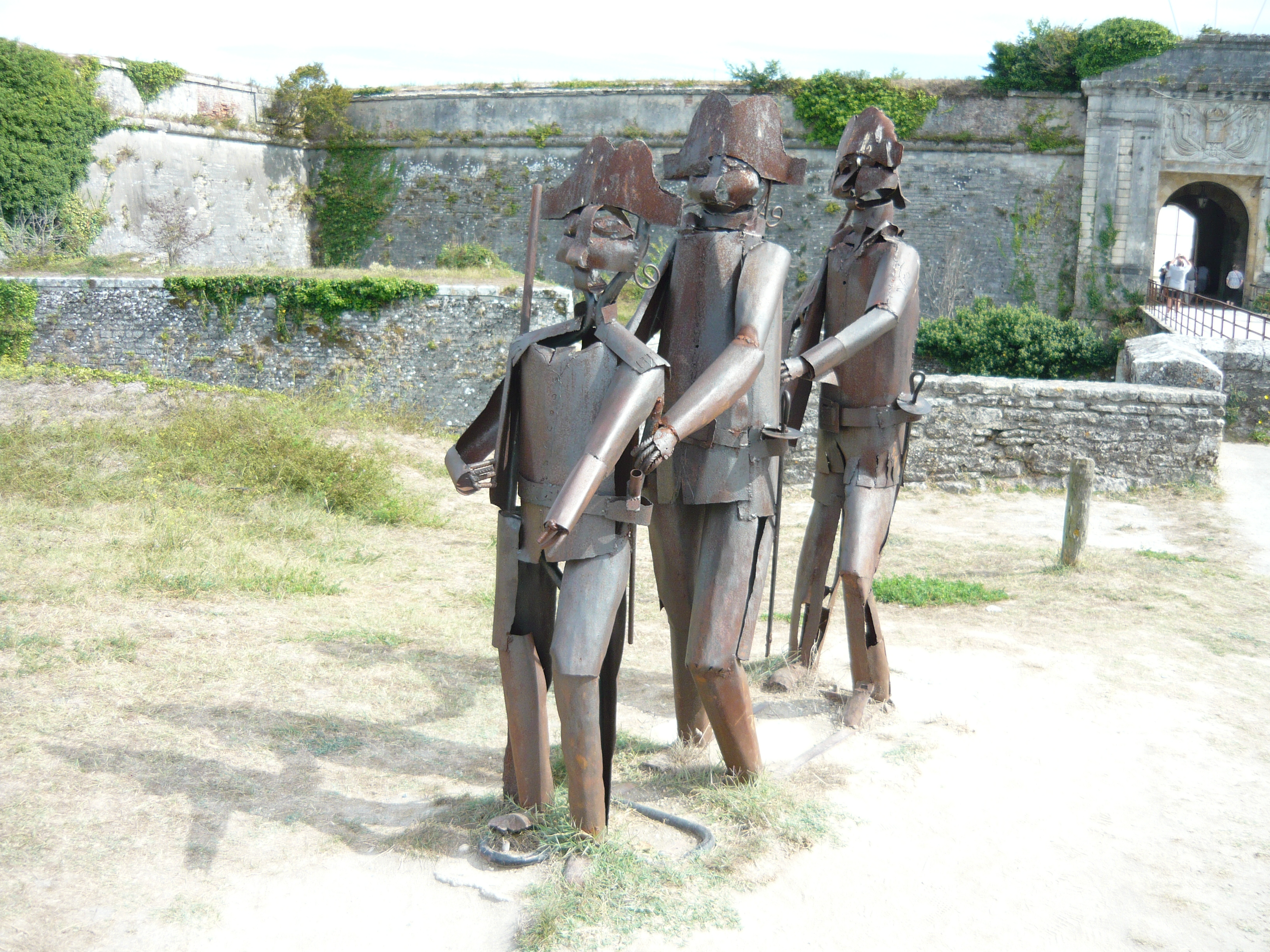
La patrouille.

### Commandants de l'ile et citadelle d'Oléron
- François du Monard, seigneur de Villefavard.

## Description

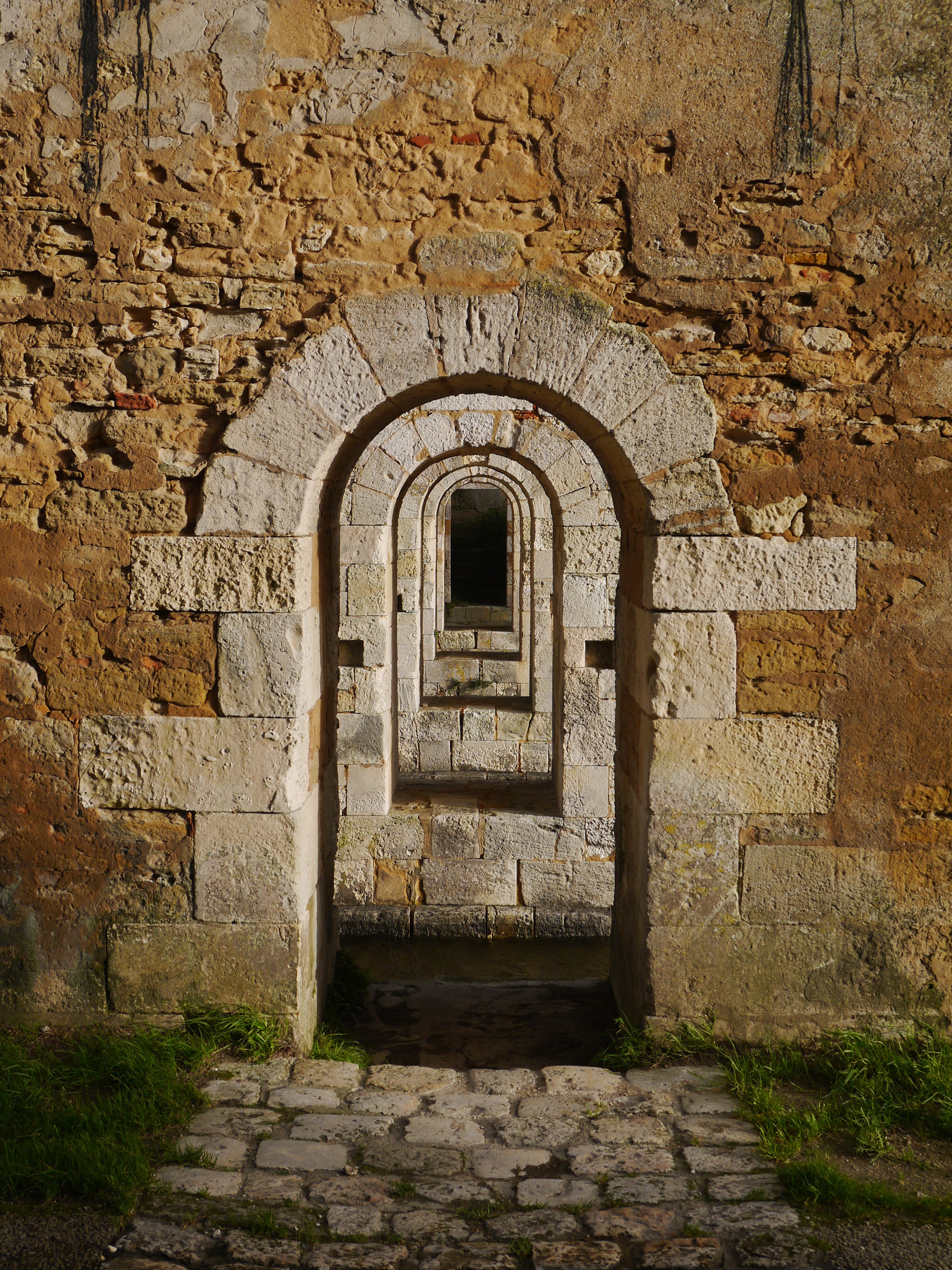
Les piles creuses du pont menant à la porte royale.

La citadelle est établie sur un relief dominant d'une part l'océan Atlantique, d'autre part les terres basses et marécageuses d'Ors. Elle présente les traces de différentes campagnes de construction, le gros-œuvre ayant été réalisé de 1630 à 1704, sous le règne des rois Louis XIII et Louis XIV. Sévèrement dégradée durant la Seconde Guerre mondiale, elle conserve plusieurs bâtiments, bastions et casemates.

Parmi les bâtiments situés dans l'enceinte fortifiée, notons la Porte Royale, sans doute édifiée vers 1640. Elle conserve sur une face des armes généralement attribuées au cardinal de Richelieu. La porte est précédée d'un pont dormant et d'une demi-lune. La cour principale est organisée autour du bâtiment de l'arsenal, un corps de bâtiment longitudinal à un étage édifié au XVIIe siècle. Sa fonction était multiple : il comportait, outre un arsenal, un magasin aux vivres, un magasin aux farines et une chapelle. À droite du portail se trouvait le logis du gouverneur de l'ile d'Oléron.

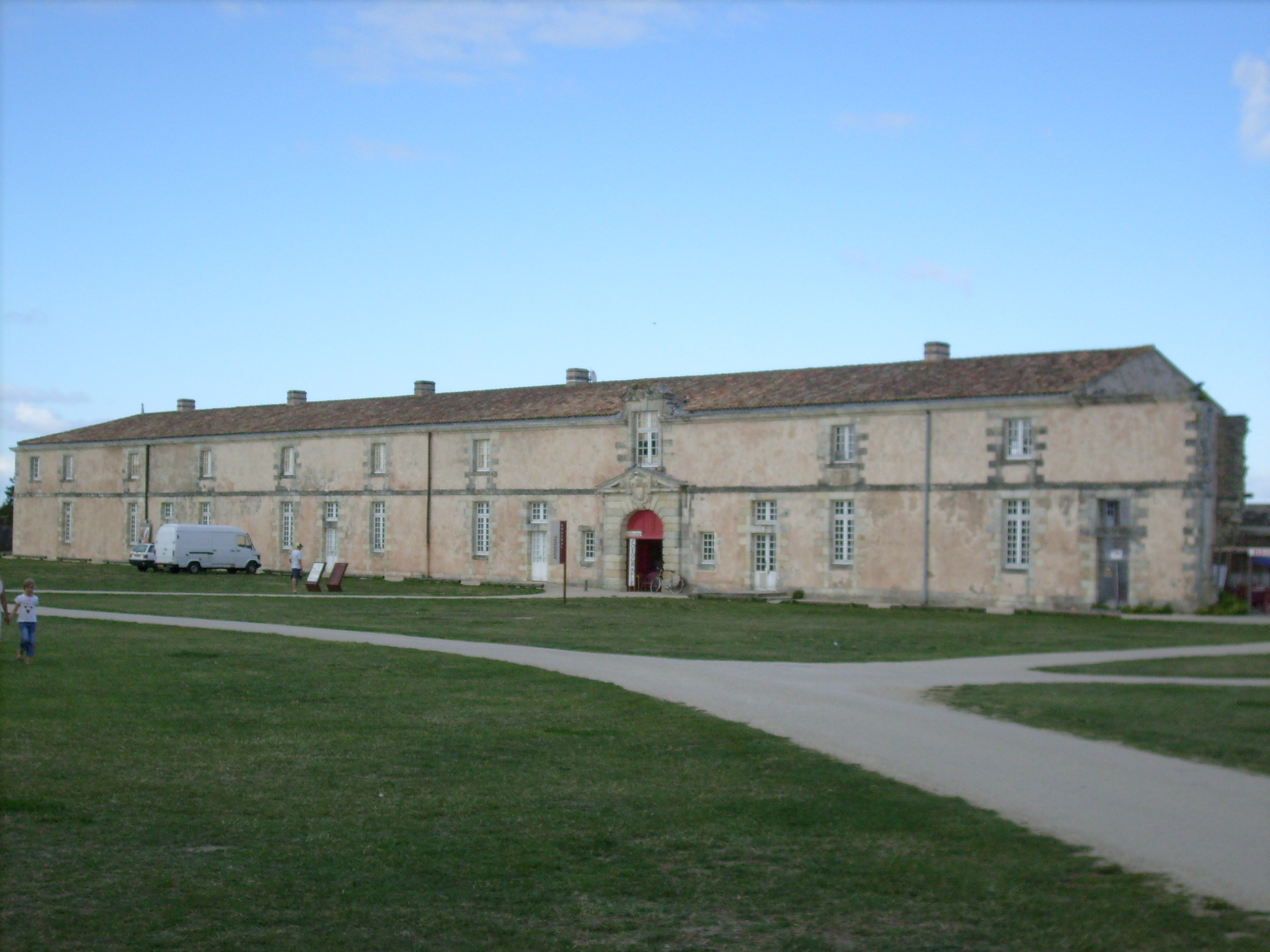
Le bâtiment de l'arsenal.

De part et d'autre de ce bâtiment principal sont situés deux bastions, le bastion de la Brèche et le bastion Royal. Tous deux sont utilisés pour des expositions thématiques, l'une d'elles était consacrée aux soldats de la Nouvelle-France. Enfin, isolé au sud de la citadelle, à gauche de l'entrée principale, se trouve l'ancien magasin à poudre.

## Pour approfondir
- Place forte
- Citadelle
- Liste des citadelles de Vauban

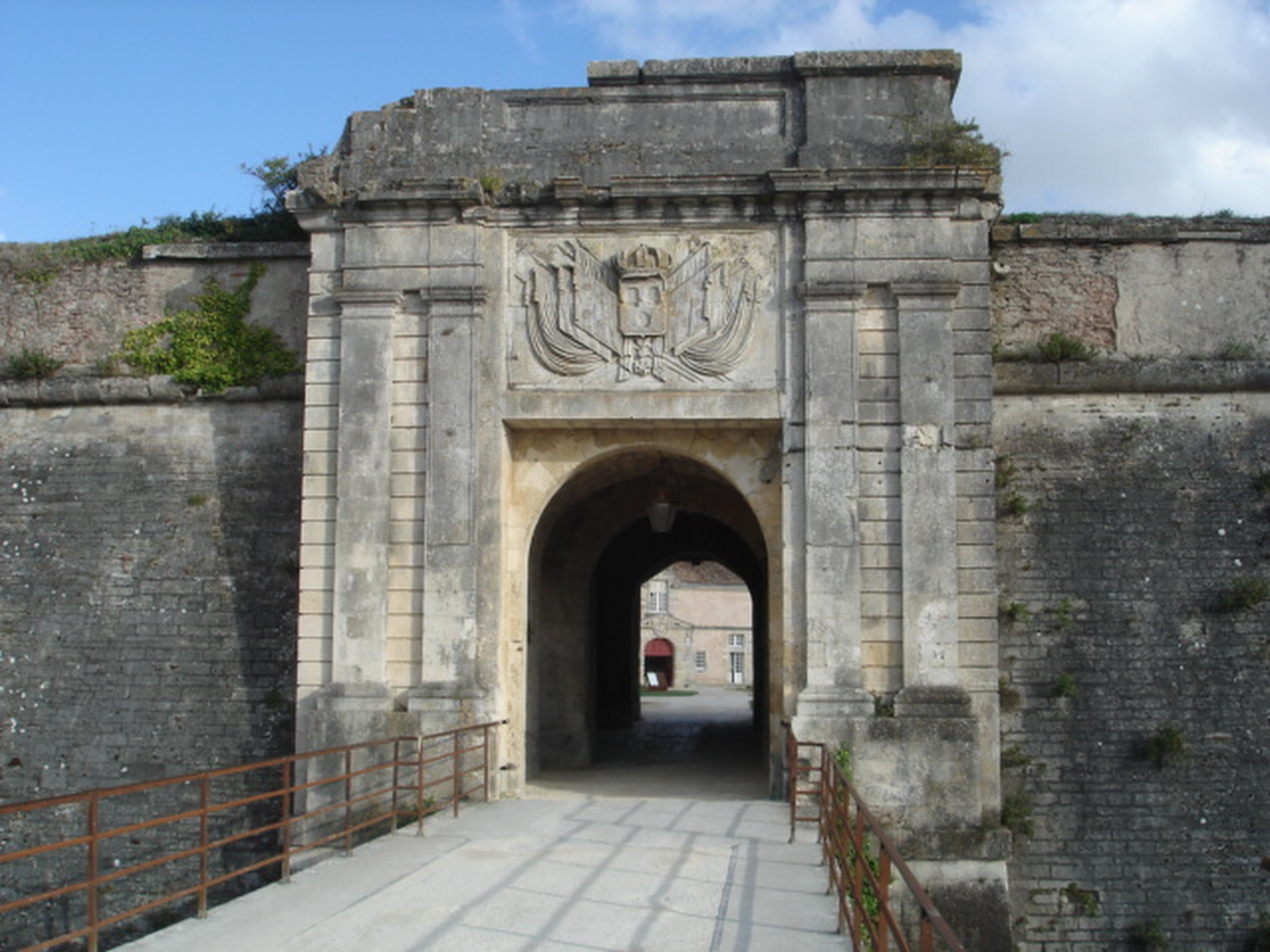
La Porte royale.
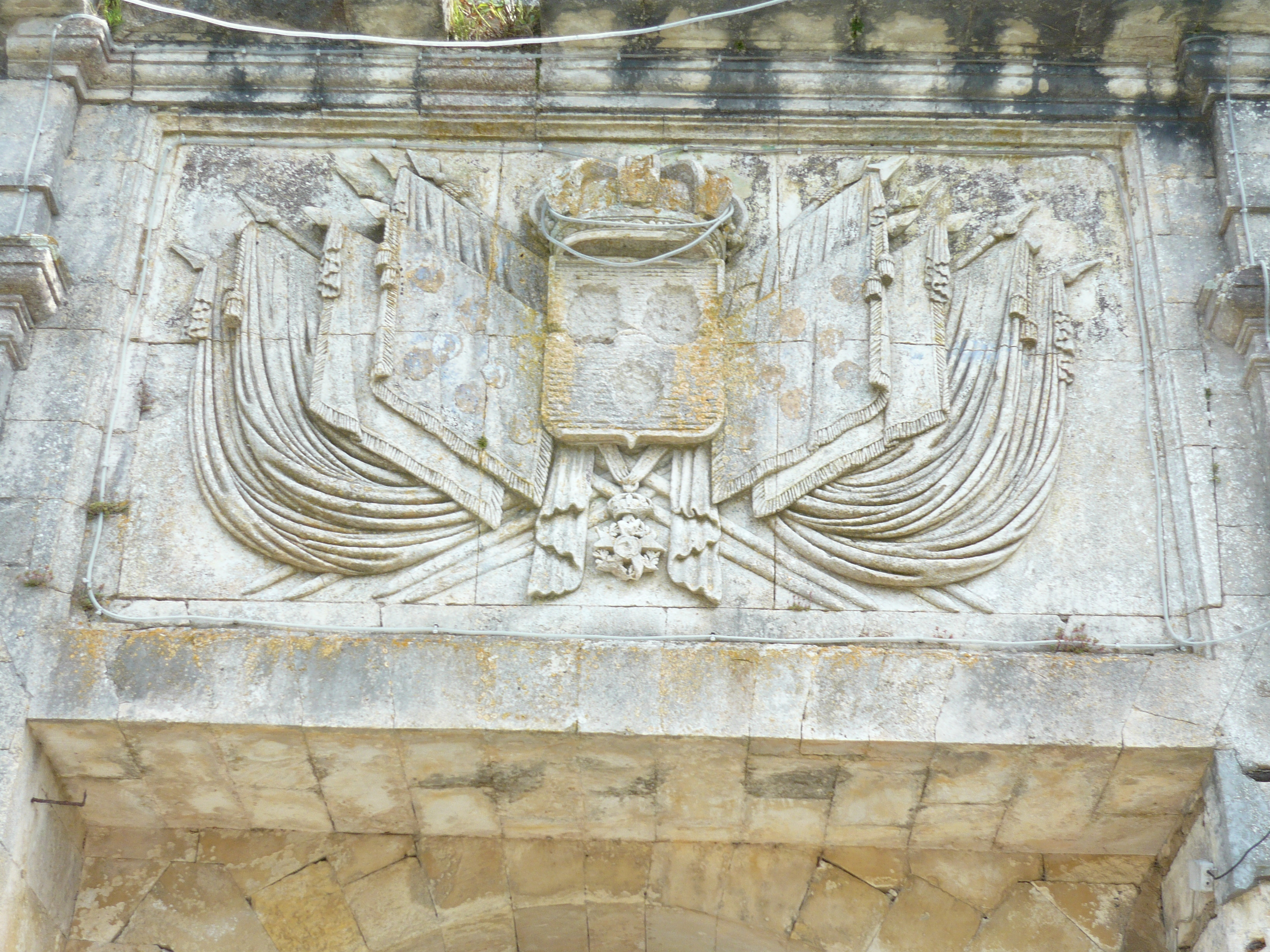
Fronton : Blason à trois fleurs de lys martelées Ornements : couronne royale, étendards et symboles de la Légion d'honneur.